# Gare de Pepinster-Cité
La gare de Pepinster-Cité est une gare ferroviaire belge de la ligne 44, de Pepinster à Stavelot, située sur le territoire de la commune de Pepinster, en Région wallonne dans la province de Liège.
C'est une halte voyageurs de la Société nationale des chemins de fer belges (SNCB) desservie par des trains Omnibus (L) et heure de pointe (P).

## Situation ferroviaire
Établie à 147 m d'altitude, la gare de Pepinster-Cité est située au point kilométrique (PK) 0,70 de la ligne 44, de Pepinster à Stavelot, entre les gares ouvertes de Pepinster et de Juslenville.

## Histoire
La ligne de Pepinster à Spa est mise en service par la compagnie de chemin de fer éponyme de 1854 à 1855.
La gare de Pepinster-Cité est plus tardive et date du 22 février 1932 lorsque la SNCB met en service un simple arrêt, administré depuis la gare de Pepinster.
Entre 1942 et 1952, les trains n’y marquaient plus l’arrêt. Elle ferma aussi, brièvement, en 1957.
Les installations, comportant un quai en terre battue doté d'un seul banc et d'un petit abri, sont détruites par les inondations du 15 juillet 2021 qui ont également emporté le pont ferroviaire sur la Hoëgne. La gare reconstruite et dotée d'un nouveau quai, est remise en service le 4 octobre 2021.

## Service des voyageurs

### Accueil
Halte SNCB, c'est un point d'arrêt non gardé (PANG) à accès libre. 

### Desserte
Pepinster-Cité est desservie par des trains Omnibus (L) et d’Heure de pointe (P) de la SNCB circulant sur la ligne commerciale 37.
En semaine comme les week-ends, la gare possède une desserte cadencée à l’heure : des trains L reliant Spa-Géronstère à Verviers Central. En semaine, un parcours aller-retour de trains L est prolongé jusque Welkenraedt (un dans chaque sens le matin et l'après-midi) et un train supplémentaire d’heure de pointe (P) relie Spa-Geronstère à Verviers-Central le matin.

### Intermodalité
Elle est desservie par des bus.

## Comptage voyageurs
Le graphique et le tableau montrent le nombre de passagers qui en moyenne embarquent durant la semaine, le samedi et le dimanche.
| Nombre de voyageurs qui embarquent à la gare de Pepinster-Cité | Nombre de voyageurs qui embarquent à la gare de Pepinster-Cité | Nombre de voyageurs qui embarquent à la gare de Pepinster-Cité | Nombre de voyageurs qui embarquent à la gare de Pepinster-Cité |
|                                                                | Semaine                                                        | Samedi                                                         | Dimanche                                                       |
| -------------------------------------------------------------- | -------------------------------------------------------------- | -------------------------------------------------------------- | -------------------------------------------------------------- |
| 1977                                                           | 80                                                             | 220                                                            | 22                                                             |
| 1978                                                           | 96                                                             | 27                                                             | 9                                                              |
| 1979                                                           | 96                                                             | 28                                                             | 28                                                             |
| 1980                                                           | 109                                                            | 28                                                             | 18                                                             |
| 1981                                                           | 107                                                            | 24                                                             | 17                                                             |
| 1982                                                           | 100                                                            | 22                                                             | 37                                                             |
| 1983                                                           | 105                                                            | 15                                                             | 18                                                             |
| 1984                                                           | 85                                                             | 26                                                             | 16                                                             |
| 1985                                                           | 91                                                             | 24                                                             | 35                                                             |
| 1986                                                           | 76                                                             | 20                                                             | 26                                                             |
| 1987                                                           | 96                                                             | 34                                                             | 20                                                             |
| 1988                                                           | 105                                                            | 25                                                             | 28                                                             |
| 1989                                                           | 114                                                            | 43                                                             | 23                                                             |
| 1990                                                           | 945                                                            | 40                                                             | 21                                                             |
| 1991                                                           | 120                                                            | 41                                                             | 25                                                             |
| 1992                                                           | 132                                                            | 38                                                             | 27                                                             |
| 1993                                                           | 129                                                            | 46                                                             | 32                                                             |
| 1994                                                           | 116                                                            | 31                                                             | 35                                                             |
| 1995                                                           | 110                                                            | 39                                                             | 23                                                             |
| 1996                                                           | 110                                                            | 32                                                             | 16                                                             |
| 1997                                                           | 102                                                            | 26                                                             | 24                                                             |
| 1998                                                           | 114                                                            | 41                                                             | 24                                                             |
| 1999                                                           | 98                                                             | 18                                                             | 23                                                             |
| 2000                                                           | 96                                                             | 34                                                             | 24                                                             |
| 2001                                                           | 79                                                             | 28                                                             | 14                                                             |
| 2002                                                           | 67                                                             | 20                                                             | 22                                                             |
| 2003                                                           | 64                                                             | 22                                                             | 15                                                             |
| 2004                                                           | 86                                                             | 17                                                             | 26                                                             |
| 2005                                                           | 89                                                             | 32                                                             | 18                                                             |
| 2006                                                           | 99                                                             | 15                                                             | 16                                                             |
| 2007                                                           | 86                                                             | 26                                                             | 18                                                             |
| 2008                                                           | -                                                              | -                                                              | -                                                              |
| 2009                                                           | 109                                                            | 21                                                             | 18                                                             |
| 2010                                                           | -                                                              | -                                                              | -                                                              |
| 2011                                                           | -                                                              | -                                                              | -                                                              |
| 2012                                                           | 59                                                             | 18                                                             | 14                                                             |
| 2013                                                           | 74                                                             | 18                                                             | 16                                                             |
| 2014                                                           | 54                                                             | 17                                                             | 16                                                             |
| 2015                                                           | 41                                                             | 13                                                             | 15                                                             |
| 2016                                                           | 47                                                             | 15                                                             | 11                                                             |
| 2017                                                           | 39                                                             | 12                                                             | 21                                                             |
| 2018                                                           | 30                                                             | 29                                                             | 21                                                             |
| 2019                                                           | 55                                                             | 16                                                             | 18                                                             |
| 2020                                                           | 55                                                             | 8                                                              | 10                                                             |
| 2021                                                           | -                                                              | -                                                              | -                                                              |
| 2022                                                           | 85                                                             | 21                                                             | 24                                                             |
| 2023                                                           | 36                                                             | 20                                                             | 21                                                             |
| 2024                                                           | 40                                                             | 23                                                             | 11                                                             |